# DJ Jad
DJ Jad, de son vrai nom Vito Luca Perrini (né le 27 décembre 1966 à Bollate), est un rappeur italien.

## Biographie
En 2005 est sort la double compilation Back on Track, produite par BMG Ricordi, dans laquelle Jad rassemble le meilleur de la production hip-hop et RnB de ces dernières années et les remixes à son goût, allant de titres d'artistes tels que Whodini, The Roots, Run–DMC, Cypress Hill et Angie Stone à Missy Elliott, Alicia Keys et OutKast. En 2006, DJ Jad sort son premier album solo, ainsi que le plus grand rêve de sa vie, intitulé Milano - New York, un projet artistique réalisé à New York, en collaboration avec des artistes tels que Tony Touch. Entre-temps, Jad lance le projet Save Vinyl, le support qui est remplacé par la musique numérique au fil des ans. Son principal objectif est de sensibiliser le public à l'extinction du disque en tant qu'objet matériel réel et de l'inviter à ne pas perdre le goût de posséder « la musique » entre ses mains. En 2007, il sort le morceau Scandalo avec Sud Sound System et en 2008, il réalise l'intro du dernier album de Chief.
Quatre ans après la sortie de Milano - New York, DJ Jad revient avec l'album Il sarto, sorti le 29 janvier 2010 sur son label La Sartoria Records, avec des artistes comme Ensi, Amir, et DJ Enzo. L'album est anticipé en 2009 par la sortie du single Stessa onda enregistré avec la collaboration de Paolo Brera et Roy Paci, et Se lo vuoi en janvier 2010, avec la voix de DiDie. Toujours en 2010, il collabore avec Fabrizio Moro et Jarabe de Palo sur le morceau Non è una canzone, présentée au Festival de Sanremo. En 2011, sort le troisième album Instrumental qui, comme son titre l'indique, ne contient que des morceaux instrumentaux, dans lesquels Jad combine les sons hip-hop habituels avec de nouveaux genres musicaux tels que le jazz et le blues. Le 2 novembre 2015, DJ Jad annonce sur sa page Facebook la sortie de son quatrième album studio Beat in My Soul, qui est publié le 15 décembre de la même année en format CD et double LP.
Le 12 septembre 2018, J-Ax annonce cinq concerts spéciaux à la Fabrique de Milan pour célébrer ses 25 ans de carrière, qui deviendront par la suite dix, qui se sont déroulés à guichets fermés avec une affluence totale de 31 500 spectateurs. Pour l'occasion, le rappeur révèle également son rapprochement avec DJ Jad, consacrant ainsi le retour officiel d'Articolo 31.
En 2023, ils participent pour la première fois de leur carrière au Festival de Sanremo 2023 avec la chanson Un bel viaggio, première chanson inédite du duo depuis près de vingt ans.

## Discographie

### Albums studio
- 2006 : Milano - New York
- 2010 : Il sarto
- 2011 : Instrumental
- 2015 : Beat in My Soul

### Compilations
- 2004 – Back on Track

### Singles
- 2006 : This Feeling
- 2006 : By My Side
- 2006 : Vesuvius
- 2006 : Born in the City
- 2009 : Stessa onda
- 2010 : Se lo vuoi
- 2010 : Due settimane
- 2010 : Sorrisi a tradimento